# Turó de l'Arbocer
El Turó de l'Arbocer és una muntanya de 578,5 metres que es troba en el terme municipal de Bigues i Riells, a la comarca del Vallès Oriental, en l'àmbit del poble de Bigues.
És a prop de l'extrem nord-oriental del terme, ran del límit amb l'Ametlla del Vallès, que passa pel seu vessant de llevant. És damunt i al sud de la Font de la Figuerota i al sud-est de Can Bonfadrí, a l'esquerra del torrent de Can Bonfadrí. Als seus peus, en el vessant septentrional, s'estén la Baga de l'Arbocer.
A la seva vessant est, a l'altre costat del carrer que el separa d'el Serrat de l'Ametlla, es van fer troballes de restes ceràmics fets a mà i sílex treballats del període iber. La proximitat a unes esplanades que, fins a la seva urbanització, eren camps de conreu, situa en aquesta zona un assentament agrícola vinculat al poblat ibèric de Puiggraciós.